# Veríssimo (ort)
Veríssimo är en ort i Brasilien.   Den ligger i kommunen Veríssimo och delstaten Minas Gerais, i den sydöstra delen av landet, 400 km söder om huvudstaden Brasília. Veríssimo ligger 674 meter över havet och antalet invånare är 3 466.
Terrängen runt Veríssimo är lite kuperad, och sluttar söderut. Runt Veríssimo är det ganska tätbefolkat, med 75 invånare per kvadratkilometer..
Omgivningarna runt Veríssimo är huvudsakligen savann.